# 材料株
材料株（ざいりょうかぶ）とは、株価に影響を与える材料が発表されるなど、材料をきっかけに人気化する株のこと。また仕手株と同じ意味で使われることも多い。
材料が発表されその材料がある程度、株価に織り込まれた後でも、その材料を理由に株価が上がり、株価が上がることでさらに人気化し、材料が過剰に評価され株高へと繋がる。上がるから買う、買うから上がる、上がるから材料が大きく評価されると言う循環。多くの場合、値動きだけが魅力となり、人気が冷めると急落し殆ど元の価格へ戻っていく。

## 仕手株
仕手株も仕手筋がある材料を手がかりに株価をつり上げていく。その場合、材料株＝仕手株となる。仕手筋は、投資顧問等を通じて情報を流し、多くの個人の関心を惹きつけ材料株として株価を上げる。材料にはもっともらしい理由がつけられ、割高であってもこの材料があるから妥当だとされる。